# 2022 en Thaïlande
Cet article présente les faits marquants de l'année 2022 en Thaïlande.

## Évènements
- 30 mai : La Thaïlande signale son premier cas de la variole du singe[1].
- 24 août : le mandat de Premier ministre de Thaïlande de Prayut Chan-o-cha est suspendu par la Cour constitutionnelle, remplacé par intérim par Prawit Wongsuwan.
- 6 octobre : Au moins 38 personnes, pour la plupart des enfants, sont tuées dans une attaque contre une crèche dans la province de Nong Bua Lamphu.
- 18 novembre : sommet de l'APEC à Bangkok.
- 18 décembre : naufrage de la corvette HTMS Sukhothai de la Marine royale thaïlandaise dans le golfe de Thaïlande avec un équipage de 106 marins à bord[2].